# 製作
製作意指製造器物，或策劃執行（produce）電影、戲劇、舞蹈、廣播或電視節目等影像作品。

## 涵義

### 漢語
在繁體中文中，「制作」與「製作」本為同義詞，但使用正體字的地方如香港及台灣，「製」作被視為正確寫法，使用簡體中文的地方才一律簡化作「制」

### 日語
在日語中，一般指製造無形的產物，像是動畫、音樂、數位內容與美術作品等；則多指具體、有物理性的產物。二者通常依照意義分別使用，不過混用情形亦屢見不鮮。
常見於日本的音樂、動畫等領域。（製作助理）有時也被簡稱為。
一詞多用於製作者、製作委員會。製作者為企畫執行、出資製作經費，擁有收取跨媒體製作再使用費的權利，並擔負製作成品的責任（相當於電影的出品）。製作委員會為一種製作動畫和電影時分散風險的方式，由多個公司出資，並基於出資的比率進行分配收益。
日本的電影與動畫明確區分出資者與製作作品者，而嚴格分開使用和的用語。
日本的動畫、電視節目製作公司經常以（簡寫為）命名，例如蟲製作公司（虫プロダクション）、藤子·F·不二雄製作公司（藤子・F・不二雄プロ）

## 管理
基本上影劇動畫乃至音樂界製作管理大同小異，但日本動畫涉及製作委員會、外包、相關工作流程管控等，則更為複雜、分工如下：
- 製作事務（production secretary）：基層負責各項相關雜務工作。
- 製作助理（production assistant）：管理動畫的製作時程、協調各部門作業、回收作畫原稿等。
- 設定製作（design production）：有時需要額外的設計工作，聯繫負責部門並監督工作確保交付。

其上會設主管職位，類似專案管理、通常一人或兩人不等，一般統稱「製作行政」（production desk, production administrator），其實就是指製作管理部門，負責對內外聯繫、管控整個製作流程、分配製作助理的工作等。
再往上升即「執行製作」（line producer），主要負責規劃整體製作時程、人員調度、外包管理、偕同監督參與各種統籌事務。
而整體策劃與執行的負責者為「製作人」，可權責分工如執行製作人等。值得注意的是日本影劇動畫有職位，為和製英語指「監製」，權限可大到製作指揮或小至督導製作，依實際職務分配不一。

### 範例
例如《你的名字。》重要製作管理職部分，由於海外版海報所列職務採英文、法文等翻譯皆相同，可見為日方提供：
| 日文 | 英譯                   | 中文對應       | 港版海報   |
| ---- | ---------------------- | -------------- | ---------- |
|      | Executive Producers    | 執行製作人     | 製作       |
|      | Co-Executive Producers | 聯合執行製作人 | 共同製作   |
|      | Planning               | 企畫、監製     | 策劃、製片 |
|      | Producer               | 製片           | 執行監製   |
|      | Co-Producers           | 聯合製片       | 監製       |

執行製作人：市川南（東寶）、川口典孝（CWF）、大田圭二（東寶），聯合執行製作人則是製作委員會其他代表。不論是否掛名，日方職務定位製作決策者。
企畫、監製：川村元氣（東寶），英文只列「Planning」（企畫），若提及（Produce）這種和製英語徒增外國人理解困擾；監製在此指東寶派來督導的製作人。
製片：古澤佳寬（東寶），理應為「Executive Producer」的日譯，但日方職務定位製作策畫指揮者；聯合製片則是東寶、CWF製作人各一，而應是「Producer」的日譯，然日方職務定位副製片。
另外，在兩岸三地儘管有港版海報譯出，顯然自行翻譯沒參考英文版本，列出僅供參考。以上即因應製作委員會、製作流程等管理職分配之實務。

## 外部連結
- Your Ultimate Guide to Anime Ending Credits:
  - Part I
  - Part II
  - Part III
  - Part IV